# Sebastián Coates
Sebastián Coates, vollständiger Name Sebastián Coates Nión, (* 7. Oktober 1990 in Montevideo) ist ein uruguayischer Fußballspieler.

## Karriere

### Verein
Der 1,96 Meter große Coates ist der Sohn eines englischen Einwanderers und begann im Alter von elf Jahren mit dem Fußballspielen bei Nacional Montevideo. Dort debütierte er 2009 in der ersten Mannschaft im Spiel gegen Bella Vista, war fortan Stammspieler und konnte mit seiner Mannschaft auf Anhieb die Primera División gewinnen, wobei er im Hinspiel des Finales gegen Defensor Sporting Club einen Treffer beisteuerte. Im selben Jahr zog Nacional ins Halbfinale der Copa Libertadores ein, scheiterte dort jedoch am späteren Sieger Estudiantes de La Plata aus Argentinien. In der folgenden Spielzeit gewann Nacional die Apertura, musste sich in den Finalspielen um die Meisterschaft gegen den Club Atlético Peñarol allerdings geschlagen geben. 2010/11 traf Nacional nach dem Sieg in der Clausura im Finale erneut auf Defensor Sporting und setzte sich im Estadio Centenario durch einen Treffer von Tabaré Viudez mit 1:0 durch.
Am 30. August 2011 verpflichtete Trainer Kenny Dalglish den von den Fans mittlerweile Luganito in Anlehnung an den Nationalmannschaftskapitän Diego Lugano getauften Sebastián Coates für den FC Liverpool. Die Kosten des Transfers sollen dabei sieben Millionen Pfund betragen haben. Am 18. September 2011 debütierte Coates in der Premier League gegen Tottenham Hotspur. Neben diversen Einsätzen im FA Cup, Capital One Cup und in der Europa League kann er auf zwölf absolvierte Begegnungen (ein Tor) in der Premier League zurückblicken. Am 14. August 2013 zog er sich beim Freundschaftsländerspiel Uruguays gegen Japan eine Verletzung am vorderen Kreuzband des rechten Knies zu, wurde in der Folge operiert und fiel somit verletzungsbedingt länger aus. Im Januar 2014 stand eine Ausleihe des immer noch verletzten Coates nach Uruguay zu Nacional Montevideo im Raum. Spätestens im März 2014 wurde er dann schließlich bei den Bolsos im Kader als Spieler geführt. Bei dem Transfer handelte es sich um ein bis Mitte des Jahres 2014 befristetes Leihgeschäft. Nach seiner Genesung absolvierte er für Nacional sechs Spiele in der Primera División und stand einmal in der Copa Libertadores 2014 auf dem Platz. Zur Spielzeit 2014/15 kehrte er zum englischen Klub zurück.
Am 1. September 2014 wechselte Coates zunächst auf Leihbasis zum AFC Sunderland. In der Spielzeit 2014/15, die Sunderland als Tabellen-16. abschloss, wurde er dort am 24. Mai 2015 zehnmal (kein Tor) in der Premier League eingesetzt. Er entwickelte sich dort in der Endphase der Saison in der Mannschaft zur festen Stütze in der Abwehr, nachdem er zu Beginn aufgrund körperlicher Probleme zunächst nicht zum Einsatz kam. Am 1. Juli 2015 wurde sein endgültiger Transfer durch Ziehen einer vereinbarten Kaufoption vom AFC Sunderland offiziell bestätigt. Medienberichten aus England zufolge betrug die Ablösesumme umgerechnet rund sechs Millionen Euro. Coates unterschrieb für vier Jahre. In der Saison 2015/16 absolvierte er bis zu seinem letzten Einsatz am 2. Januar 2016 16 Erstligapartien (kein Tor).
Ende Januar 2016 schloss sich Coates zunächst ebenfalls auf Leihbasis dem portugiesischen Verein Sporting Lissabon an. Bei den Portugiesen lief er in der restlichen Spielzeit, die sein Verein als Vizemeister beendete, in 13 Erstligaspielen (kein Tor) und einer Partie (kein Tor) der Europa League auf. Anfang Februar 2017 verlängerte Coates seinen Vertrag bei Sporting Lissabon bis 2022. Gleichzeitig wurde das Leihgeschäft in einen dauerhaften Transfer umgewandelt. In der Saison 2016/17 erzielte er drei Treffer bei 33 Erstligaeinsätzen und absolvierte überdies sechs Begegnungen (kein Tor) in der Champions League sowie je zwei (kein Tor) im Ligapokal und im Taça de Portugal. Auch die folgenden Jahre verbrachte er als Stammspieler und Leistungsträger im Verein und gewann mit der Mannschaft unter anderem 2019 den portugiesischen Pokal sowie 2021 und 2024 die portugiesische Meisterschaft. Persönlich wurde er am Ende der Saison 2020/21 als Spieler des Jahres in der Liga ausgezeichnet.
Nach mehr als acht Jahren im Verein verließ er Lissabon im Sommer 2024 und kehrte zu seinem uruguayischen Jugendverein Nacional Montevideo zurück.

### Nationalmannschaft

#### U17 und U20
Ab 2007 spielte Sebastián Coates für die U17 Uruguays, in der er am 11. Februar 2007 unter Trainer Roland Marcenaro in der Partie gegen Ecuador debütierte. Er kam in dieser Altersklasse zu vier Länderspieleinsätzen. Coates gehörte dabei dem Kader Uruguays bei der U17-Südamerikameisterschaft 2007 in Ecuador an. Anschließend lief er unter Trainer Diego Aguirre am 19. Dezember 2008 erstmals in der Partie gegen Chile für die U20 auf. Mit dieser Auswahlmannschaft wurde er 2009 Dritter der U20-Südamerikameisterschaft in Venezuela. Im selben Jahr zog Coates mit der U20-Auswahl ins Achtelfinale der U20-Weltmeisterschaft 2009 in Ägypten ein, unterlag dort jedoch Brasilien. Insgesamt sind für Coates 14 Spiele (1 Tor) für die U20-Nationalmannschaft verzeichnet.

#### A-Nationalmannschaft
Am 23. Juni 2011 debütierte Coates unter Coach Óscar Tabárez im Freundschaftsspiel gegen Estland für Uruguays Nationalmannschaft. Bei der anschließenden Copa América 2011 erspielte sich Sebastián Coates im Turnierverlauf einen Stammplatz und spielte auch beim 3:0-Finalerfolg gegen Paraguay über die volle Distanz. Anschließend wurde Coates zum besten jungen Spieler des Turniers ernannt. Das ihm von einigen Internetstatistikdatenbanken als erstes Tor in der A-Nationalmannschaft Uruguays zugeschriebene Tor zur zwischenzeitlichen 1:0-Führung in der 15. Spielminute im Qualifikationsspiel zur WM 2014 gegen Peru (4:2) am 10. Juni 2012 erzielte offiziell Luis Suárez. Bei der Weltmeisterschaft 2014 in Brasilien, der Copa América 2015 in Chile gehörte er dem Aufgebot Uruguays an, ebenso bei der Weltmeisterschaft 2018 in Russland sowie der Copa América 2019 in Brasilien als den darauffolgenden Turnieren. Mit der Copa América 2021 in Brasilien und der Weltmeisterschaft 2022 in Katar nahm er zum vierten beziehungsweise dritten Mal an den Turnieren teil.
Bis Anfang 2023 bestritt Coates insgesamt 51 Länderspiele. In seinen ersten 18 Länderspieleinsätzen blieb die Celeste dabei ohne Niederlage. Damit hat Coates in der Geschichte des uruguayischen Fußballs den Rekord der Nationalspieler mit der längsten Serie an nicht verlorenen Spielen seit dem Länderspieldebüt inne.

#### Olympiaauswahl
Coates gehörte dem uruguayischen Aufgebot beim olympischen Fußballturnier der Olympischen Spiele 2012 an. In der Olympiaauswahl Uruguays wurde er fünfmal eingesetzt.

## Erfolge
- Copa América: 2011
- Uruguayische Primera División: 2009 und 2011
- Campeonato Internacional de Verano: 2010 und 2011
- Portugiesischer Meister: 2021, 2024
- Portugiesischer Pokalsieger: 2019

## Auszeichnungen
- Bester Spieler der portugiesischen Primeira Liga: 2021
- Bester Verteidiger der uruguayischen Primera División: 2010 und 2011[29]
- Bester Spieler der uruguayischen Primera División: 2011[29]
- Bester Nachwuchsspieler der Copa América: 2011